# Dick Schnittker
Richard D. "Dick" Schnittker (nascido em 27 de maio de 1928) é um ex-jogador norte-americano de basquete profissional que disputou seis temporadas na National Basketball Association (NBA). Foi selecionado pelo Washington Capitols como a quarta escolha geral no draft da NBA em 1950.